# Liste des députés de la préfecture de Nara
Cette page liste les membres de la Chambre des représentants du Japon élus dans les circonscriptions de la préfecture de Nara.

## 41elégislature(1996-2000)
Au cours de la 41e législature, les députés de la préfecture de Nara furent les suivants :
| Circonscription | Député | Député             | Parti politique |
| --------------- | ------ | ------------------ | --------------- |
| 1re             |        | Sanae Takaichi     | Shinshintō      |
| 2e              |        | Makoto Taki (ja)   | PLD             |
| 3e              |        | Seisuke Okuno (ja) | PLD             |
| 4e              |        | Takeshi Maeda      | Shinshintō      |

## 42elégislature(2000-2003)
Au cours de la 42e législature, les députés de la préfecture de Nara furent les suivants :
| Circonscription | Député | Député                | Parti politique |
| --------------- | ------ | --------------------- | --------------- |
| 1re             |        | Masahiro Morioka (ja) | PLD             |
| 2e              |        | Makoto Taki (ja)      | PLD             |
| 3e              |        | Seisuke Okuno (ja)    | PLD             |
| 4e              |        | Ryōtarō Tanose (ja)   | PLD             |

## 43elégislature(2003-2005)
Au cours de la 43e législature, les députés de la préfecture de Nara furent les suivants :
| Circonscription | Député | Député                | Parti politique |
| --------------- | ------ | --------------------- | --------------- |
| 1re             |        | Sumio Mabuchi         | PDJ             |
| 2e              |        | Tetsuji Nakamura (ja) | PDJ             |
| 3e              |        | Shinsuke Okuno (ja)   | PLD             |
| 4e              |        | Ryōtarō Tanose (ja)   | PLD             |

## 44elégislature(2005-2009)
Au cours de la 44e législature, les députés de la préfecture de Nara furent les suivants :
| Circonscription | Député | Député              | Parti politique |
| --------------- | ------ | ------------------- | --------------- |
| 1re             |        | Sumio Mabuchi       | PDJ             |
| 2e              |        | Sanae Takaichi      | PLD             |
| 3e              |        | Shinsuke Okuno (ja) | PLD             |
| 4e              |        | Ryōtarō Tanose (ja) | PLD             |

## 45elégislature(2009-2012)
Au cours de la 45e législature, les députés de la préfecture de Nara furent les suivants :
| Circonscription | Député | Député                   | Parti politique |
| --------------- | ------ | ------------------------ | --------------- |
| 1re             |        | Sumio Mabuchi            | PDJ             |
| 2e              |        | Makoto Taki (ja)         | PDJ             |
| 3e              |        | Masashige Yoshikawa (ja) | PDJ             |
| 4e              |        | Ryōtarō Tanose (ja)      | PLD             |

## 46elégislature(2012-2014)
Au cours de la 46e législature, les députés de la préfecture de Nara furent les suivants :
| Circonscription | Député | Député              | Parti politique |
| --------------- | ------ | ------------------- | --------------- |
| 1re             |        | Sumio Mabuchi       | PDJ             |
| 2e              |        | Sanae Takaichi      | PLD             |
| 3e              |        | Shinsuke Okuno (ja) | PLD             |
| 4e              |        | Taidō Tanose (ja)   | PLD             |

## 47elégislature(2014-2017)
Au cours de la 47e législature, les députés de la préfecture de Nara furent les suivants :
| Circonscription | Député | Député              | Parti politique |
| --------------- | ------ | ------------------- | --------------- |
| 1re             |        | Sumio Mabuchi       | PDJ             |
| 2e              |        | Sanae Takaichi      | PLD             |
| 3e              |        | Shinsuke Okuno (ja) | PLD             |
| 4e              |        | Taidō Tanose (ja)   | PLD             |

## 48elégislature(2017-2021)
Au cours de la 48e législature, les députés de la préfecture de Nara furent les suivants :
| Circonscription | Député | Député                 | Parti politique |
| --------------- | ------ | ---------------------- | --------------- |
| 1re             |        | Shigeki Kobayashi (ja) | PLD             |
| 2e              |        | Sanae Takaichi         | PLD             |
| 3e              |        | Taidō Tanose (ja)      | PLD             |

## 49elégislature(2021-2024)
Au cours de la 49e législature, les députés de la préfecture de Nara furent les suivants :
| Circonscription | Député | Député            | Parti politique |
| --------------- | ------ | ----------------- | --------------- |
| 1re             |        | Sumio Mabuchi     | PDC             |
| 2e              |        | Sanae Takaichi    | PLD             |
| 3e              |        | Taidō Tanose (ja) | SE              |

## 50elégislature(depuis 2024)
Au cours de la 50e législature, les députés de la préfecture de Nara sont les suivants :
| Circonscription | Député | Député            | Parti politique |
| --------------- | ------ | ----------------- | --------------- |
| 1re             |        | Sumio Mabuchi     | PDC             |
| 2e              |        | Sanae Takaichi    | PLD             |
| 3e              |        | Taidō Tanose (ja) | PLD             |